# Aderus megalocephalus
Aderus megalocephalus es una especie de coleóptero de la familia Aderidae. Fue descrita científicamente por George Charles Champion en 1916.

## Distribución geográfica
Habita en la isla de Larat (islas Tanimbar, Indonesia).